# زبان‌شناسی نقش‌گرا
زبان‌شناسی نقش‌گرا یا زبان‌شناسی کارکردگرا (به انگلیسی: Functional theories of grammar) یکی از رویکردهای نظری در زبان‌شناسی است که در مقابل زبان‌شناسی صورت‌گرا قرار می‌گیرد. در این رویکرد، بر نقش‌های اجتماعی و بافتی زبان تأکید می‌شود. مشهورترین انگارهٔ این نوع دستور را می‌توان دستور زبان نقش‌گرای نظام‌بنیاد مایکل هلیدی دانست.